# Суперліга (Данія, хокей)
Суперліга (дан. Superisligaen) — щорічні хокейні змагання в Данії, які проводяться з 1954 року.

## Історія
Данська хокейна ліга створена в 1954 році. Часто змінювала назву: Суперліга, Елітсерія, з 2014 також має спонсорську назву «Метал Ліген».
Данську лігу за рівнем можна порівняти з другими лігами Швеції або Німеччини, яка в останні роки стає стартовим майданчиком для гравців з-за океану або молодих гравців хокейних європейських держав для набуття досвіду та подальшого переходу до найсильніших ліг Європи. 
9 січня 2015 хокейні матчі ліги дебютували на спортивному каналі TV2 Sport.
18 червня 2016 з регламенту прибрали ліміт на легіонерів з Європейського Союзу, бо цей ліміт не відповідав правилу Босмана, таким чином вперше з 2009 року клуби мають право на необмежену кількість легіонерів.

## Регламент
У лізі беруть участь десять клубів, які проводять два етапи на першому проводять між собою по чотири матчі, на другому етапі в плей-оф вісімка найкращих клубів розігрують звання чемпіона.

## Клуби
| Клуб                      | Місто         | Арена                 | Заснований |
| ------------------------- | ------------- | --------------------- | ---------- |
| «Ольборг Пайретс»         | Ольборг       | «Гігантіум Айсарена»  | 1967       |
| «Есб'єрг‎ Енерджі»         | Есб'єрг       | «Гренлі Хокей Арена»  | 1964       |
| «Фредеріксгавн Вайт Гокс» | Фредеріксгавн | «Сканел Хокей Арена»  | 1964       |
| «Гентофте Старс»          | Гентофте      | «Гентофте Скойтегал»  | 1996       |
| «Гернінг Блю-Фокс»‎        | Гернінг       | КВІК                  | 1947       |
| «Герлев Іглс»             | Герлев        | ДФДС                  | 1968       |
| «Оденсе Бульдогс»         | Оденсе        | «Оденсе Аштадіон»     | 1978       |
| «Рунгстед Сеєр Кепітал»   | Рунгестад     | «Горсгольм Скойтегал» | 1941       |
| «Редовре Майті Буллз»     | Редовре       | «Редовре Арена»       | 1964       |
| «Сеннер'юск Айсхокей»     | Хадерслев     | СЕ Арена              | 1963       |

## Чемпіони та призери
| Сезон     | Переможець                            | Фіналіст                              | Бронза                                |
| 1955      | Рунгстед IK                           | КСФ Копенгаген                        | Сількеборг                            |
| 1956      | КСФ Копенгаген                        | Рунгстед IK                           | не проводився                         |
| 1957–1959 | не проводився                         | не проводився                         | не проводився                         |
| 1960      | КСФ Копенгаген                        | Рунгстед IK                           | Сількеборг                            |
| 1961      | КСФ Копенгаген                        | Рунгстед IK                           | Есб'єрг IK                            |
| 1962      | КСФ Копенгаген                        | Рунгстед IK                           | не проводився                         |
| 1963      | Рунгстед IK                           | Есб'єрг IK                            | КСФ Копенгаген                        |
| 1964      | КСФ Копенгаген                        | Рунгстед IK                           | Есб'єрг IK                            |
| 1965      | КСФ Копенгаген                        | Есб'єрг IK                            | Гледсакс СФ                           |
| 1966      | КСФ Копенгаген                        | Гледсакс СФ                           | Есб'єрг IK                            |
| 1967      | Гледсакс СФ                           | КСФ Копенгаген                        | Есб'єрг IK                            |
| 1968      | Гледсакс СФ                           | Есб'єрг IK                            | Рунгстед IK                           |
| 1969      | Есб'єрг IK                            | Гледсакс СФ                           | Воєнс IK                              |
| 1970      | КСФ Копенгаген                        | Гледсакс СФ                           | Есб'єрг IK                            |
| 1971      | Гледсакс СФ                           | Рунгстед IK                           | Есб'єрг IK                            |
| 1972      | КСФ Копенгаген                        | Есб'єрг IK                            | Гледсакс СФ                           |
| 1973      | Гернінг IK                            | КСФ Копенгаген                        | Есб'єрг IK                            |
| 1974      | Гледсакс СФ                           | не проводився плей-оф                 | не проводився плей-оф                 |
| 1975      | Гледсакс СФ                           | не проводився плей-оф                 | не проводився плей-оф                 |
| 1976      | КСФ Копенгаген                        | не проводився плей-оф                 | не проводився плей-оф                 |
| 1977      | Гернінг IK                            | не проводився плей-оф                 | не проводився плей-оф                 |
| 1978      | Редовре СІК                           | КСФ Копенгаген                        | Воєнс IK                              |
| 1979      | Воєнс IK                              | Редовре СІК                           | Ольборг IK                            |
| 1980      | Воєнс IK                              | Рунгстед IK                           | Ольборг IK                            |
| 1981      | Ольборг IK                            | Редовре СІК                           | Гернінг IK                            |
| 1982      | Воєнс IK                              | Редовре СІК                           | Ольборг IK                            |
| 1983      | Редовре СІК                           | Ольборг IK                            | Герлев IK                             |
| 1984      | Герлев IK                             | Ольборг IK                            | Рунгстед IK                           |
| 1985      | Редовре СІК                           | не проводився плей-оф                 | не проводився плей-оф                 |
| 1986      | Редовре СІК                           | не проводився плей-оф                 | не проводився плей-оф                 |
| 1987      | Гернінг IK                            | не проводився плей-оф                 | не проводився плей-оф                 |
| 1988      | Есб'єрг IK                            | не проводився плей-оф                 | не проводився плей-оф                 |
| 1989      | Фредеріксгавн IK                      | Ольборг IK                            | Гернінг IK                            |
| 1990      | Редовре СІК                           | Гернінг IK                            | Фредеріксгавн IK                      |
| 1991      | Гернінг IK                            | Редовре СІК                           | Ольборг IK                            |
| 1992      | Гернінг IK                            | Есб'єрг IK                            | Редовре СІК                           |
| 1993      | Есб'єрг IK                            | Гернінг IK                            | Редовре СІК                           |
| 1994      | Гернінг IK                            | Есб'єрг IK                            | Ольборг IK                            |
| 1995      | Гернінг IK                            | Есб'єрг IK                            | Рунгстед IK                           |
| 1996      | Есб'єрг IK                            | Рунгстед IK                           | Гернінг IK                            |
| 1997      | Гернінг IK                            | Есб'єрг IK                            | Рунгстед IK                           |
| 1998      | «Гернінг Блю-Фокс»                    | Рунгстед IK                           | «Фредеріксгавн Вайт Гокс»             |
| 1999      | «Редовре Майті Буллз»                 | «Фредеріксгавн Вайт Гокс»             | Есб'єрг IK                            |
| 2000      | «Фредеріксгавн Вайт Гокс»             | «Гернінг Блю-Фокс»                    | Есб'єрг IK                            |
| 2001      | «Гернінг Блю-Фокс»                    | Есб'єрг IK                            | «Редовре Майті Буллз»                 |
| 2002      | Рунгстед Кобрас                       | «Оденсе Бульдогс»                     | «Гернінг Блю-Фокс»                    |
| 2003      | «Гернінг Блю-Фокс»                    | «Оденсе Бульдогс»                     | Рунгстед Кобрас                       |
| 2004      | Есб'єрг Ойлерс                        | Ольборг                               | «Оденсе Бульдогс»                     |
| 2005      | «Гернінг Блю-Фокс»                    | Ольборг                               | «Фредеріксгавн Вайт Гокс»             |
| 2006      | «Сеннер'юск Айсхокей»                 | Ольборг                               | «Гернінг Блю-Фокс»                    |
| 2007      | «Гернінг Блю-Фокс»                    | Ольборг                               | «Сеннер'юск Айсхокей»                 |
| 2008      | «Гернінг Блю-Фокс»                    | «Фредеріксгавн Вайт Гокс»             | «Сеннер'юск Айсхокей»                 |
| 2009      | «Сеннер'юск Айсхокей»                 | «Гернінг Блю-Фокс»                    | «Редовре Майті Буллз»                 |
| 2010      | «Сеннер'юск Айсхокей»                 | Ольборг                               | «Фредеріксгавн Вайт Гокс»             |
| 2011      | «Гернінг Блю-Фокс»                    | «Фредеріксгавн Вайт Гокс»             | «Сеннер'юск Айсхокей»                 |
| 2012      | «Гернінг Блю-Фокс»                    | «Оденсе Бульдогс»                     | «Сеннер'юск Айсхокей»                 |
| 2013      | «Сеннер'юск Айсхокей»                 | «Фредеріксгавн Вайт Гокс»             | «Оденсе Бульдогс»                     |
| 2014      | «Сеннер'юск Айсхокей»                 | «Гернінг Блю-Фокс»                    | «Оденсе Бульдогс»                     |
| 2015      | «Сеннер'юск Айсхокей»                 | «Есб'єрг‎ Енерджі»                     | «Фредеріксгавн Вайт Гокс»             |
| 2016      | «Есб'єрг‎ Енерджі»                     | «Гернінг Блю-Фокс»                    | «Фредеріксгавн Вайт Гокс»             |
| 2017      | «Есб'єрг‎ Енерджі»                     | «Гентофте Старс»                      | «Фредеріксгавн Вайт Гокс»             |
| 2018      | «Ольборг Пайретс»                     | «Гернінг Блю-Фокс»                    | «Рунгстед Сеєр Кепітал»               |
| 2019      | «Рунгстед Сеєр Кепітал»               | «Сеннер'юск Айсхокей»                 | «Фредеріксгавн Вайт Гокс»             |
| 2020      | скасовано через пандемію коронавірусу | скасовано через пандемію коронавірусу | скасовано через пандемію коронавірусу |
| 2021      | «Рунгстед Сеєр Кепітал»               | «Сеннер'юск Айсхокей»                 | «Есб'єрг‎ Енерджі»                     |
| 2022      | «Ольборг Пайретс»                     | «Рунгстед Сеєр Кепітал»               | «Оденсе Бульдогс»                     |
| 2023      | «Ольборг Пайретс»                     | «Гернінг Блю-Фокс»                    | «Герлев Іглс»                         |
| 2024      | «Сеннер'юск Айсхокей»                 | «Есб'єрг‎ Енерджі»                     | «Ольборг Пайретс»                     |
| 2025      | «Оденсе Бульдогс»                     | «Гернінг Блю-Фокс»                    | «Ольборг Пайретс»                     |